# Rivière Adlatok
La rivière Adlatok est un fleuve de 258 km de long situé à l'est de la péninsule du Québec-Labrador, au Labrador dans la province canadienne de Terre-Neuve-et-Labrador.
C'est un des plus longs fleuves de la sous-province du Labrador.

## Toponymie
Le nom Adlatok vient de l'inuktitut de l'est du Canada, du mot Allaktok, qui signifie « là où il y a des Innus ».
Un autre nom (non officiel) est rivière Ugjoktok, ce nom se référant généralement uniquement à la branche sud se jetant dans l'estuaire de la baie Ugjoktok.

## Description
La rivière Adlatok prend sa source à proximité immédiate de la frontière entre le Québec et Terre-Neuve-et-Labrador, dans un étang situé à environ 520 mètres d'altitude (55° 03′ 50″ N, 63° 35′ 03″ O), non loin de la source de la rivière Kanairiktok coulant vers le sud. Une source secondaire se trouve plus au sud dans un petit lac (55° 01′ 05″ N, 63° 32′ 29″ O) dans le même secteur.
Le cours d'eau commence son parcours en drainant plusieurs étangs puis lacs très proches les uns des autres puis un lac un peu plus vaste au nord (55° 05′ 29″ N, 63° 33′ 26″ O) toujours le long de la frontière québécoise. Le cours d'eau se dirige ensuite vers l'est, traverse un lac (55° 05′ 23″ N, 63° 28′ 51″ O), puis se dirige vers le nord-est.
A quelques kilomètres au nord s'étire un très long esker sur une vingtaine de kilomètres entre le Québec et le Labrador (55° 07′ 19″ N, 63° 28′ 35″ O).
La petite rivière grossit progressivement par l'apport de nombreux affluents drainant les lacs du secteur.
La rivière Adlatok se jette dans le vaste lac Ashuapun situé à 470 mètres d'altitude (55° 14′ 07″ N, 63° 14′ 22″ O) entourant l'île de Mishta-minishtikᐡ avec sa colline culminant à 502 mètres.
L'abondante rivière Adlatok poursuit son chemin en aval vers le nord-est sur un terrain accidenté avec une haute cascade (55° 19′ 57″ N, 63° 05′ 40″ O) et une série de rapides, traverse un lac sans nom à 420 mètres d'altitude  (55° 22′ 07″ N, 63° 00′ 01″ O), au creux d'une profonde et étroite vallée dont l’altitude décroît rapidement. La rivière infléchit ensuite son cours vers l'est au sortir du défilé à 290 mètres d'altitude (55° 25′ 35″ N, 62° 46′ 29″ O) sur une section plus calme, créant plusieurs bras et méandres.
La rivière infléchit ensuite son cours vers le sud-est (55° 25′ 02″ N, 62° 07′ 52″ O) puis traverse une section sinueuse plus accidentée entrecoupée de rapides, avant de retrouver un parcours plus calme (55° 23′ 22″ N, 61° 46′ 16″ O) en s'élargissant et en créant plusieurs bras.
La rivière Adlatok reçoit ensuite à 85 mètres d'altitude en rive droite (55° 14′ 01″ N, 61° 22′ 29″ O) l'abondant affluent du lac Harp, un très long lac glaciaire situé à 90 mètres d'altitude s'étirant de manière rectiligne au milieu d'une vallée très encaissée sur près de 40 km.
La rivière devient un puissant et large cours d'eau se dirigeant vers le sud après deux larges coudes sur un parcours alternant rapides et larges sections calmes.
La rivière Adlatok se dirige enfin vers l'est en recevant en rive droite à 25 mètres d'altitude l'abondant affluent issu du vaste lac Shapeiau situé à 70 mètres d'altitude (55° 02′ 10″ N, 61° 05′ 51″ O) avec en amont une série de lacs issus de l'érosion glaciaire dont le vaste lac Mistinippi situé à 170 mètres d'altitude (54° 46′ 12″ N, 61° 29′ 06″ O).
La rivière Adlatok s'étale alors dans un large lit avec un faible courant et de larges bancs de sable et de gravier résultant de l'intense érosion fluvioglaciaire. La déclivité est quasi nulle sur plus d'une vingtaine de kilomètres.
Peu de temps avant d'atteindre la côte est du Labrador, la rivière se divise en deux branches (55° 02′ 32″ N, 60° 52′ 01″ O) qui vont créer deux estuaires bien distincts plusieurs kilomètres en aval. Ce phénomène exceptionnel est le résultat de l'érosion active de puissants glaciers, des reliefs de l'ouest vers l'océan à l'est. Les longues et profondes baies Adlatok et Udjuktok sont des fjords.
La branche sud, la plus large, devient la rivière Udjuktok. Après environ 10 km sans déclivité à un peu plus de 20 mètres d'altitude, elle traverse une zone de rapides puis une cascade à l'embouchure (55° 02′ 19″ N, 60° 41′ 47″ O) ramenant le cours au niveau de l'océan et se jette après 12 km de parcours dans la baie Udjuktok qui s'étire sur près de 30 km de long.
La branche nord, moins alimentée par le lit principal, garde le nom de rivière Adlatok. Après environ 8 km sans déclivité à un peu plus de 20 mètres d'altitude, elle traverse une zone de rapides abaissant le cours à une altitude d'environ 20 mètres, puis dans une étroite gorge avec trois zones de rapides ramenant le cours au niveau de l'océan et se jette après 25 km de parcours dans la baie Adlatok qui s'étire sur près de 20 km de long.
Les deux baies Adlatok au nord et Udjuktok au sud se rejoignent dans le bras de mer Deep long d'environ 20 km, sur la côte est de la péninsule du Labrador, ouvrant sur la mer du Labrador environ 5 km au sud-ouest de Hopedale.

## Cascades
Le cours de la rivière Adlatok est entrecoupé par plusieurs cascades.
La cascade à l'embouchure de la rivière Ugjoktok (55° 02′ 19″ N, 60° 41′ 47″ O) forme un obstacle insurmontable pour les poissons migrateurs en raison d'une chute complète.
Au kilomètre 209,2 de la rivière se trouve une cascade de 3,7 m de haut (55° 19′ 57″ N, 63° 05′ 40″ O) qui empêche la migration des poissons dans le système fluvial en amont.

## Hydrologie
La rivière Adlatok draine une superficie de 11 106 km2 avec 98 affluents d'une longueur totale de 4 694 km enregistrés. En aval de la confluence avec l'affluent du lac Harp, le débit moyen est de 158 m3/s. Les débits mensuels les plus élevés se produisent généralement pendant la fonte des neiges en juin, avec une moyenne de 602 m3/s.

## Faune piscicole
Le système hydrographique de la rivière Adlatok abrite différentes espèces de poissons, comme le saumon atlantique, la ouananiche, l'omble de fontaine, l'omble chevalier, du brochet, le grand corégone, le meunier rouge et la lotte.

## Flore
Les forêts de résineux dominent dans la vallée fluviale de la rivière Adlatok et le long des baies Adlatok et Udjuktok.

## Activités humaines
La rivière Adlatok se trouve dans le centre nord du Labrador, une zone isolée totalement inhabitée appartenant au Nitassinan, terre ancestrale des Innus. La rivière se nomme Ashuapun-shipu en innu-aimun.
La côte fait partie du Nunatsiavut, territoire autonome géré par les Inuits.
Le seul développement documenté a été la création de camps de pêche sportive à l'embouchure de la rivière Adlatok.
La rivière peut être descendue en canoë, avec la présence de plusieurs portages.